# Hestina japonica
Hestina japonica är en fjärilsart som beskrevs av Felder 1862. Hestina japonica ingår i släktet Hestina och familjen praktfjärilar. Inga underarter finns listade i Catalogue of Life.

## Bildgalleri

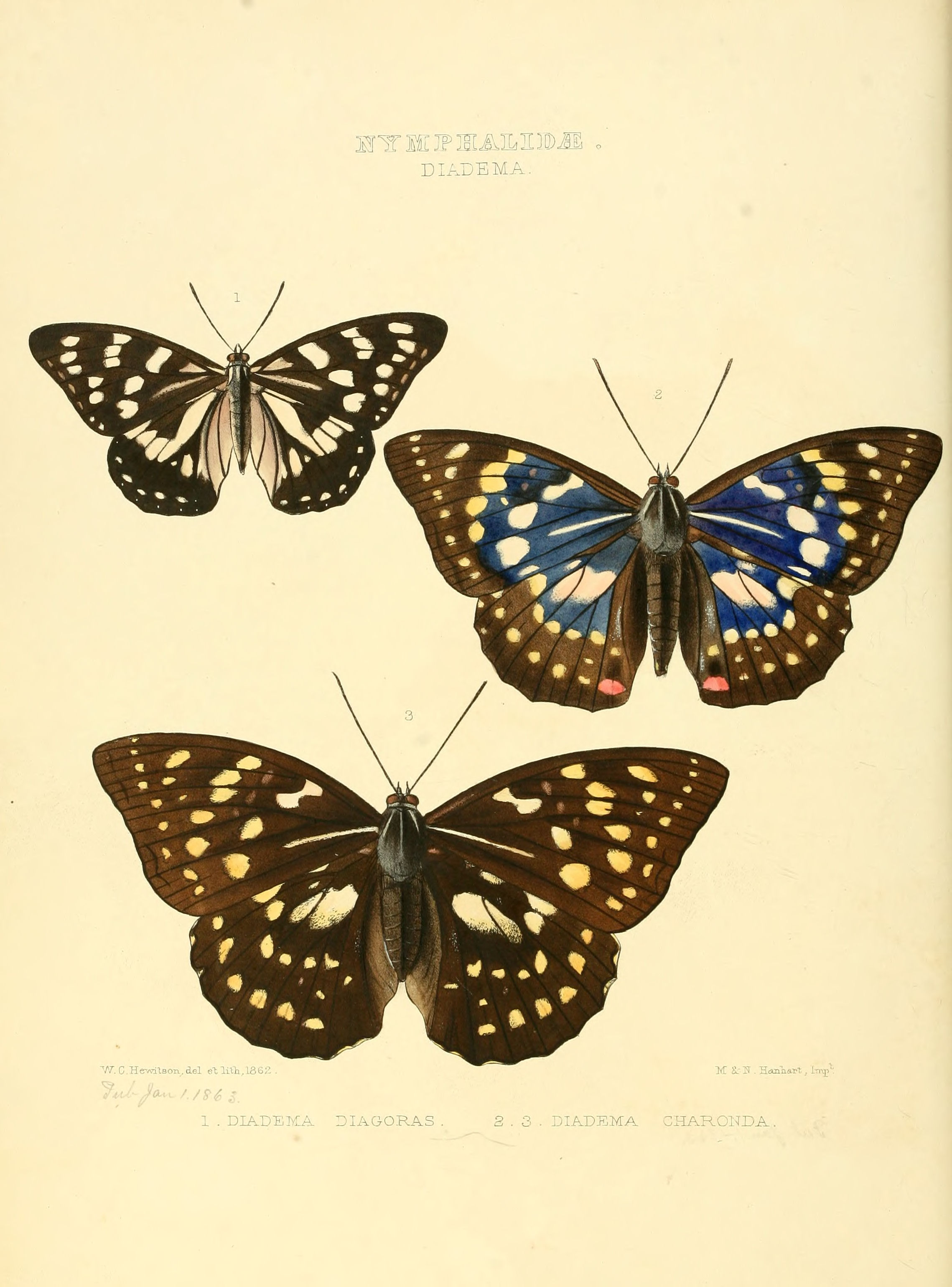
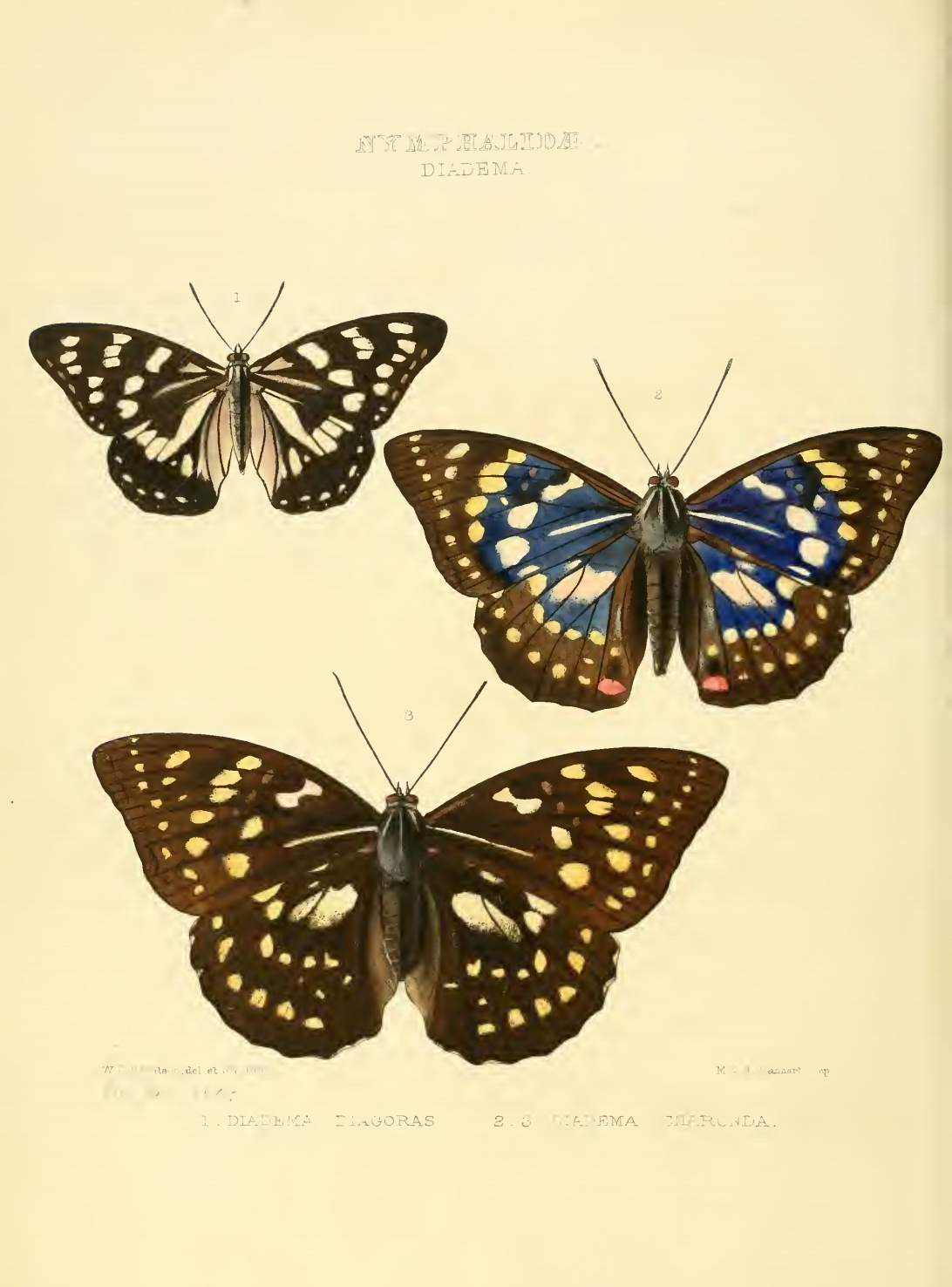